# Багуа (город)
Ба́гуа (исп. Bagua) — город, расположенный в сельве на севере Перу, регион Амасонас, административный центр провинции Багуа. Расположен на естественной платформе, возвышающейся над правым берегом реки Уткубамба.